# Пайлот-Стейшен (Аляска)
Пайлот-Стейшен (англ. Pilot Station) — місто (англ. city) в США, в окрузі Кусілвак штату Аляска. Населення — 615 осіб (2020).

## Географія
Пайлот-Стейшен розташований за координатами 61°56′48″ пн. ш. 162°52′42″ зх. д. / 61.94667° пн. ш. 162.87833° зх. д. (61.946654, -162.878297).  За даними Бюро перепису населення США в 2010 році місто мало площу 5,85 км², з яких 4,38 км² — суходіл та 1,47 км² — водойми. В 2017 році площа становила 4,87 км², з яких 4,20 км² — суходіл та 0,67 км² — водойми.

## Демографія
Згідно з переписом 2010 року, у місті мешкало 568 осіб у 121 домогосподарстві у складі 105 родин. Густота населення становила 97 осіб/км².  Було 137 помешкань (23/км²).
Расовий склад населення:
| - 98,1 % — корінних американців - 1,8 % — білих |

До двох чи більше рас належало 0,2 %. Частка іспаномовних становила 0,0 % від усіх жителів.
За віковим діапазоном населення розподілялося таким чином: 41,4 % — особи молодші 18 років, 53,0 % — особи у віці 18—64 років, 5,6 % — особи у віці 65 років та старші. Медіана віку мешканця становила 21,2 року. На 100 осіб жіночої статі у місті припадало 108,1 чоловіків;  на 100 жінок у віці від 18 років та старших — 113,5 чоловіків також старших 18 років.
Середній дохід на одне домашнє господарство  становив 44 305 доларів США (медіана — 33 125), а середній дохід на одну сім'ю — 45 345 доларів (медіана — 37 500). Медіана доходів становила 35 625 доларів для чоловіків та 28 750 доларів для жінок. За межею бідності перебувало 39,3 % осіб, у тому числі 46,5 % дітей у віці до 18 років та 15,4 % осіб у віці 65 років та старших.
Цивільне працевлаштоване населення становило 128 осіб. Основні галузі зайнятості: публічна адміністрація — 39,8 %, освіта, охорона здоров'я та соціальна допомога — 31,3 %, роздрібна торгівля — 7,8 %, транспорт — 7,0 %.